# Кеверих
Кеверих (њем. Köwerich) општина је у њемачкој савезној држави Рајна-Палатинат. Једно је од 103 општинска средишта округа Трир-Сарбург. Према процјени из 2010. у општини је живјело 340 становника. Посједује регионалну шифру (AGS) 7235067.

## Географски и демографски подаци
Кеверих се налази у савезној држави Рајна-Палатинат у округу Трир-Сарбург. Општина се налази на надморској висини од 145 метара. Површина општине износи 2,3 km². У самом мјесту је, према процјени из 2010. године, живјело 340 становника. Просјечна густина становништва износи 147 становника/km².